# IEEE 802.1ah-2008
PBB (пи-би-би, англ. Provider Backbone Bridges — магистральные мосты провайдера) — пакетная технология передачи данных, описанная в стандарте IEEE 802.1ah-2008, так же известная как «mac-in-mac» (мак-ин-мак, англ. mac-in-mac — инкапсуляция mac в mac). Технология PBB была разработана компанией Nortel и впоследствии стандартизована рабочей группой IEEE 802.1. Последняя версия стандарта была принята в июне 2008 г. как стандарт IEEE 802.1ah-2008.

## История
Ethernet был разработан как пакетная технология передачи данных, объединяющая небольшое число компьютеров, расположенных в непосредственной близости друг от друга, в единую локальную сеть. Впоследствии Ethernet стал одной из самых популярных технологий канального уровня, используемых для передачи данных, причём не только для организации локальных сетей, но и для организации районных, городских, а иногда и глобальных сетей. Развитие Ethernet создало необходимость разделения доменов сетей Ethernet пользователей и провайдеров. С этой целью в кадр Ethernet было добавлено новое поле S-Tag (англ. Service Tag — тег сети провайдера), состоящее из четырёх байт. С добавлением нового поля S-Tag коммутация в домене сети провайдера основывается на значении поля S-Tag и MAC-адреса получателя кадра Ethernet, а для создания VLAN доменов сетей пользователей используется C-Tag (англ. Customer Tag — тег сети пользователя). Данная технология известна как QinQ или Q-туннеллирование и описана в стандарте IEEE 802.1ad.
QinQ не позволяет полноценно разделить домены сетей пользователей и провайдера, а лишь позволяет преодолеть ограничение на количество идентификаторов VLAN в сети. Это может помочь при разделении доменов сетей пользователей и домена сети управления провайдера при использовании таких технологий как туннелирование протоколов управления или PVSTP. Кроме проблемы отсутствия полноценного разделения доменов сетей пользователей и провайдера QinQ так же обладает слишком малым контролем над MAC-адресами в кадрах Ethernet, передаваемых в домене сети провайдера. Решить проблему контроля MAC-адресов с помощью только одной технологии QinQ невозможно, так как коммутация кадров Ethernet в домене сети провайдера основана на MAC-адресах из клиентской сети. Все перечисленные проблемы требуют более эффективных механизмов разделения доменов сетей пользователей и провайдера.

## Описание
Основная идея PBB заключается в изоляции доменов сетей пользователей и провайдера с помощью инкапсуляции кадра Ethetnet пользователя в кадр Ethernet провайдера. Для реализации этой идеи вводится новый заголовок кадра Ethernet. Новый заголовок кадра может выглядеть по-разному, но основные поля заголовка составляют:
- Магистральные поля заголовка:
  - Адрес получателя кадра магистральной сети (B-DA, англ. Backbone Destination Address — магистральный адрес получателя); занимает шесть байт.
  - Адрес отправителя кадра магистральной сети (B-SA, англ. Backbone Source Address — магистральный адрес отправителя); занимает шесть байт.
  - Поле EtherType; фиксированое значение, равное 0x88A8 и занимающее два байта.
  - Индикатор VLAN магистральной сети, (B-TAG, англ. Backbone tag — магистральный тег, и B-VID, англ. Backbone VLAN Identificator — магистральный идентификатор VLAN); занимает два байта.
- Поля инкапсуляции служебных данных:
  - Поле EtherType; фиксированное значение, равное 0x88E7 и занимающее два байта
  - Поле флагов, состоящее из флага приоритета, индикатора обработки пакета (DEI, англ. Drop Eligible Indicator — индикатор, указывающий на возможность потери пакета) и обозначение адреса не пользовательского домена сети (NCA, англ. No Customer Address indication — обозначение не пользовательского адреса); (так называемые OA&M фреймы).
  - Идентификатор сервиса (I-SID, англ. Identifier Service Identificatior — идентификатор, определяющий сервис); занимает три байта.
- Исходный пользовательский кадр Ethernet:
  - Адрес получателя кадра пользовательской сети; занимает шесть байт.
  - Адрес отправителя кадра пользовательской сети; занимает шесть байт.
  - Поле EtherType, фиксированое значение, равное 0x8100 и занимающее два байта.
  - Идентификатор VLAN пользовательской сети; занимает два байта.
  - поле EtherType, фиксированное значение, обычно равное 0x0800 и занимающее два байта.
  - Заголовок кадра пользователя.

PBB вводит дополнительные 48 бит B-DA и 48 бит B-SA для обозначения MAC-адреса получателя и отправителя магистральной сети. Кроме этих 96 бит PBB вводит дополнительные 12 бит B-VID (идентификатор VLAN магистральной стети) и 24 бита I-SID (идентификатор VLAN сервиса магистральной сети). Коммутация в домене PBB сети провайдера основана на значениях полей B-DA и B-VID.
На PBB основывается технология PBB-TE, описанная в IEEE 802.1Qay и стандартизованная в 2009 г.